# Sebastián Gorga
Sebastián Gorga Nogueira (Montevideo, 6 aprile 1994) è un calciatore uruguaiano, difensore del Bellinzona.

## Carriera

### Club

#### Nacional Montevideo e Genoa
Cresce nelle giovanili del La Picada, prima di passare a quelle del Nacional. Esordisce in prima squadra il 18 aprile 2013 in Copa Libertadores nella sconfitta per 1-0 in Ecuador contro il Barcelona SC, valida per il girone. Il 18 maggio gioca la sua prima in campionato, il derby casalingo contro il Racing Montevideo pareggiato per 1-1. Dopo non avere collezionato alcuna presenza nella stagione successiva, nel 2014-2015 vince il campionato collezionando 11 presenze. Nel gennaio 2016 viene acquistato dal Genoa che lo lascia però in prestito fino a giugno al Nacional. Chiude la sua esperienza al Nacional nel giugno 2016, avendo ottenuto 28 presenze tra campionato, Copa Libertadores e Copa Sudamericana.

#### I prestiti in Argentina
Nel luglio 2016 il Genoa lo presta agli argentini del Gimnasia (LP), squadra di Primera División. Debutta il 27 settembre in campionato nel 2-2 esterno contro l'Arsenal Sarandí. Termina con 18 presenze.
Anche la stagione successiva va in prestito in Argentina, stavolta al Chacarita Juniors. Il 31 dicembre 2017, dopo sole due presenze in campionato, rientra al Genoa.

### Nazionale
Nel 2011 partecipa al Sudamericano Under-17 con l'Uruguay, giocando una partita. Nel 2015, con l'Under-22 vince il torneo di calcio dei XVII Giochi panamericani a Toronto, in Canada, ottenendo 4 presenze.

## Statistiche

### Presenze nei club
Statistiche aggiornate al 19 novembre 2017.
| Stagione                   | Squadra                    | Campionato                 | Campionato | Campionato | Coppe nazionali | Coppe nazionali | Coppe nazionali | Coppe continentali | Coppe continentali | Coppe continentali | Altre coppe | Altre coppe | Altre coppe | Totale | Totale | Totale |
| Stagione                   | Squadra                    | Comp                       | Pres       | Reti       | Comp            | Pres            | Reti            | Comp               | Pres               | Reti               | Comp        | Pres        | Reti        | Pres   | Reti   |        |
| -------------------------- | -------------------------- | -------------------------- | ---------- | ---------- | --------------- | --------------- | --------------- | ------------------ | ------------------ | ------------------ | ----------- | ----------- | ----------- | ------ | ------ | ------ |
| 2012-2013                  | Nacional                   | PD                         | 1          | 0          | -               | -               | -               | CL                 | 1                  | 0                  | -           | -           | -           | 2      | 0      |        |
| 2013-2014                  | Nacional                   | PD                         | 0          | 0          | -               | -               | -               | -                  | -                  | -                  | -           | -           | -           | 0      | 0      |        |
| 2014-2015                  | Nacional                   | PD                         | 10+1       | 0          | -               | -               | -               | -                  | -                  | -                  | -           | -           | -           | 11     | 0      |        |
| 2015-2016                  | Nacional                   | PD                         | 10         | 0          | -               | -               | -               | CL+CS              | 2+3                | 0+0                | -           | -           | -           | 15     | 0      |        |
| Totale Nacional Montevideo | Totale Nacional Montevideo | Totale Nacional Montevideo | 22         | 0          | -               | -               | -               | -                  | 6                  | 0                  | -           | -           | -           | 28     | 0      |        |
| 2016-2017                  | Gimnasia (LP)              | PD                         | 14         | 0          | CA              | 3               | 0               | CS                 | 1                  | 0                  | -           | -           | -           | 18     | 0      |        |
| 2017-2018                  | Chacarita Juniors          | PD                         | 2          | 0          |                 | -               | -               |                    | -                  | -                  | -           | -           | -           | 2      | 0      |        |
| Totale carriera            | Totale carriera            | Totale carriera            | 38         | 0          | -               | 3               | 0               | -                  | 7                  | 0                  | -           | -           | -           | 48     | 0      |        |

## Palmarès

### Club
- Campionato uruguaiano: 1

Nacional: 2014-2015

### Nazionale
- Giochi panamericani: 1

Toronto 2015